# Новачене (област Плевен)
 За другото българско село вижте Новачене (Софийска област).  
Нова̀чене е село в Северна България. То се намира в община Никопол, област Плевен.

## География
Селото се намира в Централната част на Дунавската равнина в близост до долното течение на река Осъм. Релефът в равнинен.

## История
На стари карти селото е отбелязано като Новача.

## Личности
Родени в Новачене
1. Тодор Артарски е роден на 30 януари 1935 г. Първият български атлет с медал от европейско първенство – завършва втори в мятането на диск на шампионата в Стокхолм през 1958-а с 53.82. В тласкането на гюле е 10-и с 16.48. След 4 години е 10-и на диск в Белград-1962. Завършва 20-ти на олимпийските игри в рим-1960. 9-кратен балкански шампион (7 пъти на диск и 2 пъти на гюле). Има 11 национални рекорда на диск – от 50.43 до 57.58 в периода 1955-71, и още шест поправки в тласкането на гюле – от 15.89 до 17.63 (1955-58). От 1964 до 1991-а е преподавател в катедра „Лека Атлетика” на ВИФ (сега НСА)
2. Марин Радулов, български революционер от ВМОРО, четник на Лука Иванов[2]

## Религии
Населението изповядва предимно източноправославното християнство.

## Забележителности
Край селото се намират руините на няколко древни римски селища.

## Редовни събития
Всяка година се провеждат фолклорни празници на които участват таланти от различни националности.

## Други
В селото се е запазила традицията за коледуване и има запазена коледарска група, която и в днешни дни весели жителите му. Основното училище се гордее с ученическия си оркестър, който участва на всички празници.
1. ↑  www.grao.bg
2. ↑  „Дневник на четите, изпратени в Македония от пункт Кюстендил. 1903-1908“, ДА - Враца, ф. 617к, оп.1, а.е.1, л.40